# Tanyochraethes anthophilus
Tanyochraethes anthophilus är en skalbaggsart som först beskrevs av Louis Alexandre Auguste Chevrolat 1860.  Tanyochraethes anthophilus ingår i släktet Tanyochraethes och familjen långhorningar. Inga underarter finns listade i Catalogue of Life.